# Sentinel (missió espacial)

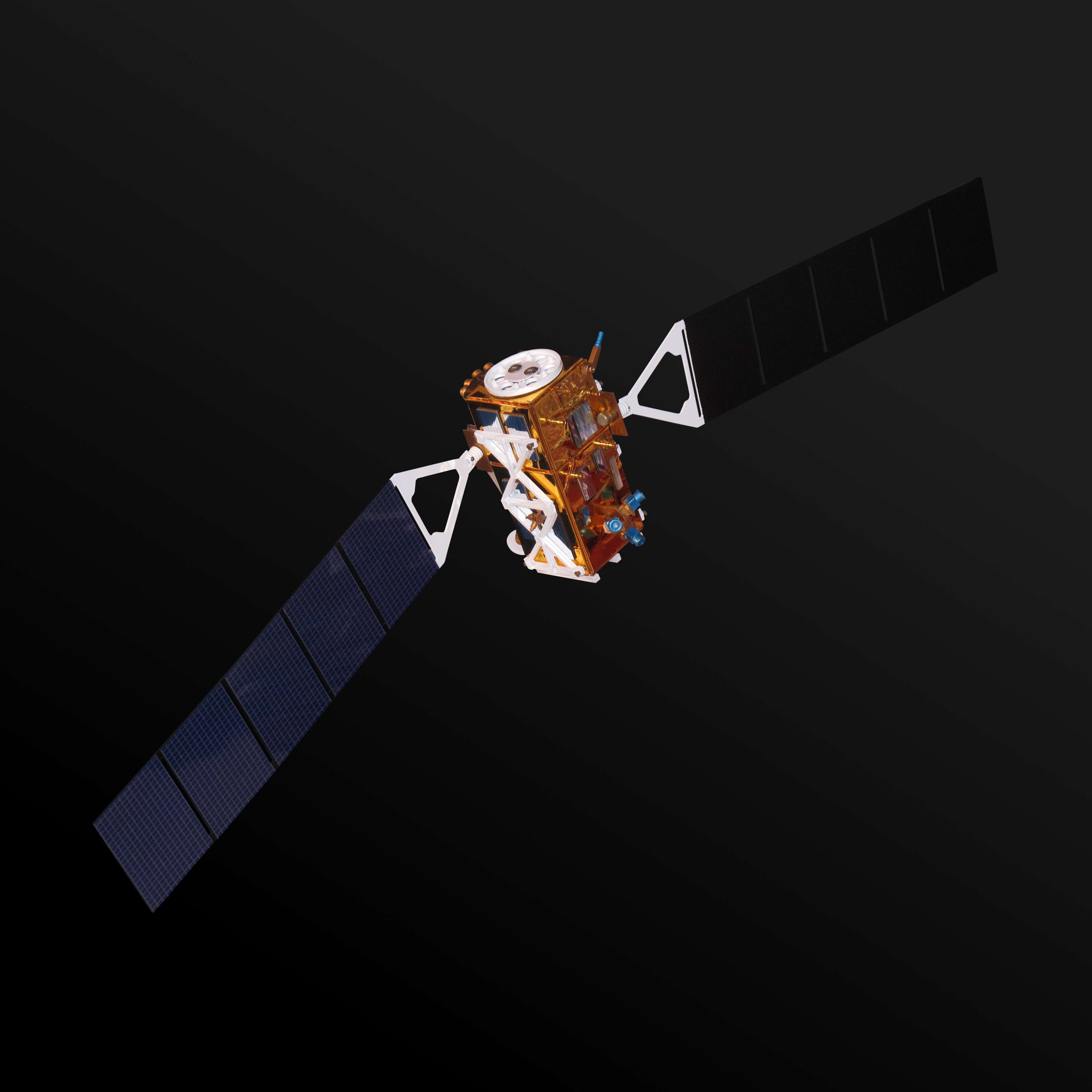
Model del Sentinel 1

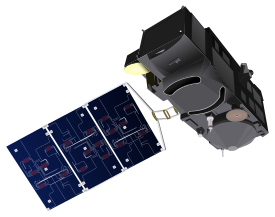
Model del Sentinel 3

Sentinel és un projecte multisatèl·lit que es llança progressivament des de 2014, desenvolupat per l'Agència espacial europea (ESA) sota el programa Programa Copernicus. Les missions Sentinel inclouen satèl·lits d'imatgeria per radar i superespectral terrestre, oceànica i atmosfèrica.
Les missions Sentinel tenen els següents objectius:
- Sentinel 1 proporciona dades sobre el clima amb un servei d'imatges dia i nit per terra i oceà. El satèl·lit Sentinel-1A va ser llençat el 3 d'abril de 2014,[1] el Sentinel-1B el 25 d'abril de 2016.[2]
- Sentinel 2 proporciona serveis d'imatges terretsres d'alta resolució òptica (p.e. imatges de la coberta vegetal, el sòl i l'aigua, vies navegables i les zones costaneres). El Sentinel-2 també proporciona informació de serveis d'emergència. El primer satèl·lit Sentinel-2 va ser llençat el 23 de juny de 2015.[3]
- Sentinel 3 proporciona serveis de monitors d'oceans i terreny global. El primer satèl·lit Sentinel-3 va ser llançat el 16 de gener de 2016 des del Cosmòdrom de Plessetsk.[4]
- Sentinel 4, serà embarcat com a càrrega útil juntament amb un satèl·lit de Meteosat de tercera generació, proporciona monitors de dades de condicions atmosfèriques. Serà llançat el 2023;
- Sentinel 5 també proporciona dades de composició atmosfèrica. Serà embarcat en una nau post-EUMETSAT Polar System (EPS) el 2021;
- Sentinel-5P, o Sentinel 5 Precursor, va ser llençat el 13 d'octubre del 2017 des del Cosmòdrom de Plessetsk.[5] El principal objectiu del S5P és proporcionar mesures de qualitat d'aire, Ozó i radiació ultraviolada.
- Sentinel 6 és la intenció de mantenir les missions d'alta precisió d'altimetria després del satèl·lit Jason-2, previst per novembre 2020.[6]